# Яков Алфеев
Яков Алфеев (гръцки: Ιάκωβος ο Μικρός, на латински: Iacobus Minor) е един от 12-те апостоли на Исус Христос, посочен в Новия завет, негов брат е апостол Матей. Според биографията, той е бил кръчмар, проповядвал е в Юдея, по-късно заедно с апостол Андрей заминава за град Едеса (дн. Турски Кюрдистан). След негови проповеди в Газа (Южна Палестина) е убит (е разпнат), почива като мъченик по пътя към Египет в град Острацине. Паметта му се чества в Православната църква на 9 октомври.